# Африкански мини таралеж
Африканският мини таралеж е хибрид между Африканския (Atelerix albiventris) и Алжирския таралеж (Atelerix algirus). Той е най-популярният вид питомен таралеж в света. Практиката на опитомяването на таралежи и поддържането им като домашни любимци започва през 80-те години на миналия век, сравнително скорошно време в условията на животновъдството. Африканските мини таралежи, както всеки един от другите видове, са нощни животни, най-активни са в малките часове и спят през останалата част от деня.

## Характеристика на породата
Африканският мини таралеж е малък бозайник с остра муцуна, къси крака и гръб покрит с бодли, които са между 0.5 и 1.5 см дълги. Този вид мини таралежи, тежат между 250 и 600 грама и са средно около 21 cm дълги – от главата до опашката. Те обикновено имат тъмни уши и муцуна, а тялото може да се състои от сива, кафява или бяла окраска, като се наблюдават и петна в същите светове. Долните части около корема са бели и покрити с бяла козина. Африканските таралежи могат да показват албинизъм, като липсата на пигментация води до съвсем бяло оцветяване и розови очи. Породата има силно намалено зрение и разчита повече на своето обоняние.

## Отглеждане
В дивата природа, таралежът изминава десетки километри всяка нощ. Имайки това предвид, таралежът изисква колкото е възможно повече място. Без пространство, таралежът ще покаже признаци на депресия, като прекомерно сън, отказ да се яде, повтарящо се поведение и самоунищожение. Препоръчителните размери на клетката или помещението в което се отглеждат не трябва да е по-малко от половин квадратен метър (0.50 m2). Многостепенните клетки на порове или зайци могат да позволят на таралежа повече пространство да изследва, без да заема допълнителна площ, но когато се използват няколко нива, имайте предвид, че таралежът има лошо зрение, може да се изкачва лесно, но е трудно да се спуска и често не изглежда, че разбират височини, така че е силно препоръчително рампите и нивата да бъдат напълно затворени, за да се предотврати падане. Някои хора използват големи стъклени аквариуми, но те могат да бъдат тежки и неудобни за почистване и предлагат малко вентилация. Много големите пластмасови кутии са обичайна клетка за отглеждане, + това са евтини, лесни за почистване и многофункционални, но те трябва да са със значителни размери. Друга популярна клетка е „C & C“ клетка, направена от кубчета и копласт, наричана още гофрирана пластмаса. C & C клетки могат да бъдат направени по-големи от клетките, закупени от магазина и могат да бъдат построени един върху друг, за да се настанят множество таралежи вертикално, без нужда от рафтове.
Най-предпочитания и безопасен материал за застилане на мястото за спане е полиестерът. Той не се разкъсва (таралежите обичат да „ровят“ в опит да се скрият преди да заспят) и се почиства лесно в пералнята. Известно е, че нишките, които се образуват при другите материи (памук, лен), обгръщат краката на таралежите, причинявайки ампутация, така че всяка протрита тъкан, която трябва да бъде близо до таралежа, трябва да бъде проверена внимателно, за да се избегнат проблеми. Популярни настилки за клетката са и стърготините, като тези от бор и кедър не се препоръчват, тъй като те съдържат масла, които са вредни за белите дробове и кожата на таралеж. Други стърготини могат да бъдат опасни поради съдържанието на прах и склонността да се натрупват върху кожата им, а други дори могат да се забият в гениталиите на таралежа. Необходимо е внимателно проучване, преди да се използват необичайни материали за застилане.
Поради малкия си размер затлъстяването е много опасен проблем, а таралежите се нуждаят от много упражнения, за да се избегнат проблеми с черния дроб поради наднорменото тегло. За да осигурите необходимите на Африкански мини таралеж упражнения е задължително да имате колело. Когато избирате колело, то трябва да има солиден под. Ако се използва колело с отворен проводник, таралежът непрекъснато ще пада между решетките и вероятно ще счупи крак. Колела с напречни греди също могат да причинят наранявания по лицето, понеже таралежите гледат настрани от колелото по време на движение. Поради тази причина колелата от типа „кофа“ са предпочитани от много собственици на таралеж и се предлагат от много развъдчици. Артикулите „Направи си сам“ също са лесно достъпни за онези, които желаят сами да направят опит.
Африканските мини таралежи са много активни животни и обичат игрите. Най-популярни и безопасни играчки за тях са различните видове топчета за търкаляне, малки плюшени играчки, както и най-различни кутии/ къщички за криене.
Заграждението трябва да се поддържа между 22 °C – 27 °C, в противен случай таралежът ще се опита да хибернира. Най-лесно това се постига с подходящ термостат и керамична крушка, която излъчва само топлина, без светлина. При африканските мини таралежи е много важно да не се допуска да изпаднат в състояние на хибернация, защото за разлика от европейските, това не е присъщо за тях и води до смърт. Ако забележите, че таралежът ви е ленив и да спи повече от нормалното и ако коремчето е студено, веднага го затоплете като го сложите на корема си да поспи и да се затопли постепенно. НЕ го къпете, защото рязкото затопляне с топлата вода при състояние на хипотермия, е адски опасно за таралежа, така както е опасно и за хората. Не използвайте и затоплящи възглавнички поради същата причина. Вместо това го гушнете и загърнете с одеялце. След това увеличете температурата в клетката и е важно да го наблюдавате поне няколко дни, защото състоянието може да се повтори.

## Храна и хранене
Като насекомоядни, таралежите се нуждаят от диета с високо съдържание на протеини и ниско съдържание на мазнини.
Никога не давайте на таралежа мляко, защото предизвиква диария, обезводняване и смърт. Същото важи и за Европейските диви таралежи, които срещаме навън. Организмът на таралежа не може да пбработи млякото.
Те също изискват хитин, който идва от екзоскелета на насекоми, като най-често това са скакалци и щурци. Има приготвени храни специално за таралежи и насекомоядни животни, включително храни от компоненти на насекоми. Налични са също хранителни прахове за посипване с други храни, които осигуряват хитин и други хранителни вещества. Много важно е винаги да се четат етикетите на опаковани храни, за да е сигурно, че храната е на базата на протеини, а не на базата на въглехидрати. Храни съдържащи пшеница, царевица, картофи или грах не са препоръчани. Много от развъдниците в България, захранват малките таралежи с котешка храна, което не е грешно ако тя не съдържа богати на въглехидрати храни. Най-важното е в съдържанието първата съставка да е месо, най-добре пилешко, а съдържанието на чисти мазнини да не надвишава 15%, а протеините да са 32 - 35 %. Котешката храна е често използвана в цял свят за отглеждането на мини таралежите, тъй като качеството и разпространението на тази за диви или питомни таралежи е ограничено.
Африканските мини таралежи могат да ядат и домашно приготвена храна, като варени пиле, пуйка, говеждо или свинско месо (в умерени количества поради съдържание на мазнини) приготвени без никакви подправки. Таралежите често ядат и малки количества зеленчуци, като много рядко им се дават плодове. Изключени от диетата трябва да са млечните продукти, ядките, морска храна и други:
Много важно е разнообразното хранене при този вид таралежи, тъй като при тях много често се наблюдава затлъстяване. Таралежите се различават по размер, така че няма „целева маса“ за таралеж, но ако вече не могат да се свиват напълно в топка, това е ясен признак за затлъстяване.

## Хигиена
Освен чувствителността им към температура, таралежите са относително лесни за отглеждане.
Таралежите трябва да се къпят веднъж месечно с бебешки шампоан, четка за зъби и топла вода. Когато почиствате коремчето на таралежа, е важно да бъдете нежни, тъй като това е откритата кожа на таралежа и най-чувствителната му област. В допълнение, ноктите на таралежа трябва да се подрязват често. Ако ноктите им са твърде големи, те биха могли да се наранят. Има няколко съобщени случая на таралеж, които са надраскали очите си и са причинили значителни щети. Когато срязвате ноктите на таралеж, имайте предвид, че те са много подобни на ноктите на кучето, тъй като ноктите им съдържат малко кожа. Ето защо, това трябва да се направи внимателно и е най-добре, ако се направи след душ, тъй като ноктите на таралежа ще бъдат по-меки. Ноктите на таралеж могат да бъдат подстригани с ножици за кожички или такива за бебета.
Клетките трябва да се почистват на всеки две седмици, а постелките да се сменят също толкова често. Колелото трябва да се почиства всеки ден, тъй като повечето таралежи са склонни да си правят необходимото, докато са на волана.

## Заболявания
Таралежите са предразположени към много болести, включително рак и синдрома на ежиците WHS (Wobbly Hedgehog Syndrome). Някои симптоми на WHS наподобяват симптомите на множествена склероза при хора, следователно състоянието на животните може да бъде сравнено с това, което пациентите с МС изпитват. Неспособност да се придвижват нормално, треперене на крайниците, клатушкане при ходене и други. Възможна причина за WHS е генетичен недостатък, който позволява на вируса да атакува нервната система на таралежа. Носът може да покаже различни симптоми на смутен таралеж, особено дихателните заболявания като пневмония. В много случаи формата на пневмония, която засяга таралежите, е бактериална по природа. Ако се действа бързо, антибиотиците могат да имат много положителен ефект. Признаците за наблюдение включват мехурчета, прекомерно капене или постоянно кихане.

## Породата в различните части на света
В повечето страни, притежанието на Африкански мини таралеж е позволено, но в някои щати на САЩ и някои канадски общини ти е необходим лиценз за законното им отглеждане. Тези ограничения може да са влезли в сила поради способността на някои видове таралежи да носят вируса на шап – силно заразно заболяване на раздвоени животни. В повечето европейски страни такива ограничения не съществуват (въпреки че Италия е изключение).